# Furlong
O furlong é uma unidade de comprimento do sistema imperial de medidas. O nome completo da unidade é surveyor furlong, e equivale a 201,168 metros.

## Equivalências
Um furlong equivale a: 
- 0,04166666 léguas
- 0,125 milhas
- 10 correntes
- 40 rods
- 220 jardas
- 660 pés

Oito furlongs equivalem a uma milha.
As distâncias inferiores a uma milha nas corridas de cavalos no Reino Unido, Irlanda e Estados Unidos se medem em furlongs, mas a unidade caiu bastante em desuso. Seu uso oficial foi abolido no Reino Unido sob o Weights and Measures Act de 1985, que também aboliu o uso oficial de muitas outras unidades tradicionais de medida.